# Marcin Matkowski
Marcin Matkowski (Barlinek, Polònia, 15 de gener de 1981) és una ex tennista professional polonès. Va destacar en les proves de dobles, i bàsicament va competir junt al seu compatriota Mariusz Fyrstenberg, que formaren una de les duples més duradores del circuit.
La dupla destaca més pel seu joc en pistes lentes encara que la seua evolució a través dels anys es va notar sobre les superfícies ràpides i el seu millor resultat ho han aconseguit al guanyar el Masters de Madrid en 2008 i 2012; i ser finalista del mateix en 2007, del US Open i de les ATP World Tour Finals en 2011. En dobles mixts també va disputar dues finals de Grand Slam sense títol final.

## Torneigs de Grand Slam

### Dobles masculins: 1 (0−1)
| Resultat  | Núm. | Any  | Torneig | Parella             | Oponents                         | Marcador |
| --------- | ---- | ---- | ------- | ------------------- | -------------------------------- | -------- |
| Finalista | 1.   | 2011 | US Open | Mariusz Fyrstenberg | Jürgen Melzer Philipp Petzschner | 2–6, 2–6 |

### Dobles mixts: 2 (0−2)
| Resultat  | Núm. | Any  | Torneig       | Parella        | Oponents                         | Marcador             |
| --------- | ---- | ---- | ------------- | -------------- | -------------------------------- | -------------------- |
| Finalista | 1.   | 2012 | US Open       | Květa Peschke  | Iekaterina Makàrova Bruno Soares | 7–6(8), 1–6, [10–12] |
| Finalista | 2.   | 2015 | Roland Garros | Lucie Hradecká | Bethanie Mattek-Sands Mike Bryan | 6–7(3), 1–6          |

## Palmarès: 18 (0−18−0)

### Dobles masculins: 48 (18−30)
| Llegenda (pre/post 2009)                                 |
| -------------------------------------------------------- |
| Grand Slams (0−1)                                        |
| Tennis Masters Cup / ATP Finals (0−1)                    |
| ATP Masters Series / ATP World Tour Masters 1000 (2−7)   |
| ATP International Series Gold / ATP World Tour 500 (4−7) |
| ATP International Series / ATP World Tour 250 (12−14)    |

| Títols per superfície |
| --------------------- |
| Dura (7−17)           |
| Gespa (2−2)           |
| Terra batuda (9−10)   |
| Moqueta (0−1)         |

| Resultat  | Núm. | Data                   | Torneig                                    | Superfície   | Parella              | Oponents                               | Marcador                |
| --------- | ---- | ---------------------- | ------------------------------------------ | ------------ | -------------------- | -------------------------------------- | ----------------------- |
| Guanyador | 1.   | 3 d'agost de 2003      | Sopot, Polònia                             | Terra batuda | Mariusz Fyrstenberg  | František Čermák Leoš Friedl           | 6−4, 6−7(7), 6−3        |
| Guanyador | 2.   | 29 de febrer de 2004   | Salvador, Brasil                           | Terra batuda | Mariusz Fyrstenberg  | Tomas Behrend Leoš Friedl              | 6−2, 6−2                |
| Guanyador | 3.   | 7 d'agost de 2005      | Sopot (2)                                  | Terra batuda | Mariusz Fyrstenberg  | Lucas Arnold Ker Sebastián Prieto      | 7−6(7), 6−4             |
| Finalista | 1.   | 27 de setembre de 2005 | Palerm, Itàlia                             | Terra batuda | Mariusz Fyrstenberg  | Martín García Mariano Hood             | 2−6, 3−6                |
| Finalista | 2.   | 27 de febrer de 2006   | Costa do Sauípe, Brasil                    | Terra batuda | Mariusz Fyrstenberg  | Lukáš Dlouhý Pavel Vízner              | 1−6, 6−4, [3−10]        |
| Finalista | 3.   | 30 d'abril de 2006     | Barcelona, Espanya                         | Terra batuda | Mariusz Fyrstenberg  | Mark Knowles Daniel Nestor             | 2−6, 7−6(4), [5−10]     |
| Finalista | 4.   | 26 d'agost de 2006     | New Haven, Estats Units                    | Dura         | Mariusz Fyrstenberg  | Jonathan Erlich Andy Ram               | 3−6, 3−6                |
| Guanyador | 4.   | 17 de setembre de 2006 | Bucarest, Romania                          | Terra batuda | Mariusz Fyrstenberg  | Martín García Luis Horna               | 6−7(5), 7−6(5), [10−8]  |
| Finalista | 5.   | 1 d'octubre de 2006    | Palerm (2)                                 | Terra batuda | Mariusz Fyrstenberg  | Martín García Luis Horna               | 6−7(1), 6−7(2)          |
| Finalista | 6.   | 29 d'octubre de 2006   | Basilea, Suïssa                            | Moqueta (i)  | Mariusz Fyrstenberg  | Mark Knowles Daniel Nestor             | 6−4, 4−6, [8−10]        |
| Guanyador | 5.   | 6 d'agost de 2007      | Sopot (3)                                  | Terra batuda | Mariusz Fyrstenberg  | Martín García Sebastián Prieto         | 6−1, 6−1                |
| Finalista | 7.   | 25 d'agost de 2007     | New Haven (2)                              | Dura         | Mariusz Fyrstenberg  | Mahesh Bhupathi Nenad Zimonjić         | 3−6, 3−6                |
| Finalista | 8.   | 7 d'octubre de 2007    | Metz, França                               | Dura (i)     | Mariusz Fyrstenberg  | Arnaud Clément Michaël Llodra          | 1−6, 4−6                |
| Guanyador | 6.   | 14 d'octubre de 2007   | Viena, Àustria                             | Dura (i)     | Mariusz Fyrstenberg  | Tomas Behrend Christopher Kas          | 6−4, 6−2                |
| Finalista | 9.   | 21 d'octubre de 2007   | Madrid, Espanya                            | Dura (i)     | Mariusz Fyrstenberg  | Bob Bryan Mike Bryan                   | 3−6, 6−7(4)             |
| Finalista | 10.  | 4 de maig de 2008      | Barcelona (2)                              | Terra batuda | Mariusz Fyrstenberg  | Bob Bryan Mike Bryan                   | 3−6, 2−6                |
| Guanyador | 7.   | 15 de juny de 2008     | Varsòvia (4)                               | Terra batuda | Mariusz Fyrstenberg  | Nikolai Davidenko Yuri Schukin         | 6−0, 3−6, [10−4]        |
| Finalista | 11.  | 14 de setembre de 2008 | Bucarest                                   | Terra batuda | Mariusz Fyrstenberg  | Nicolas Devilder Paul-Henri Mathieu    | 6−7(4), 7−6(9), [20−22] |
| Finalista | 12.  | 5 d'octubre de 2008    | Metz (2)                                   | Dura (i)     | Mariusz Fyrstenberg  | Arnaud Clément Michaël Llodra          | 7−5, 3−6, [8−10]        |
| Guanyador | 8.   | 19 d'octubre de 2008   | Madrid                                     | Dura (i)     | Mariusz Fyrstenberg  | Mahesh Bhupathi Mark Knowles           | 6−5, 6−2                |
| Guanyador | 9.   | 20 de juny de 2009     | Eastbourne, Regne Unit                     | Herba        | Mariusz Fyrstenberg  | Travis Parrott Filip Polášek           | 6−4, 6−4                |
| Finalista | 13.  | 9 d'agost de 2009      | Washington DC, Estats Units                | Dura         | Mariusz Fyrstenberg  | Martin Damm Robert Lindstedt           | 5−7, 6−7(3)             |
| Guanyador | 10.  | 4 d'octubre de 2009    | Kuala Lumpur, Malàisia                     | Dura (i)     | Mariusz Fyrstenberg  | Igor Kunitsyn Jaroslav Levinský        | 6−2, 6−1                |
| Finalista | 14.  | 18 d'octubre de 2009   | Xangai, Xina                               | Dura         | Mariusz Fyrstenberg  | Julien Benneteau Jo-Wilfried Tsonga    | 2−6, 4−6                |
| Guanyador | 11.  | 19 de juny de 2010     | Eastbourne                                 | Herba        | Mariusz Fyrstenberg  | Colin Fleming Ken Skupski              | 6−3, 5−7, [10−8]        |
| Finalista | 15.  | 3 d'octubre de 2010    | Kuala Lumpur                               | Dura (i)     | Mariusz Fyrstenberg  | František Čermák Michal Mertiňák       | 6−7(3), 6−7(5)          |
| Finalista | 16.  | 11 d'octubre de 2010   | Pequín, Xina                               | Dura         | Mariusz Fyrstenberg  | Bob Bryan Mike Bryan                   | 1−6, 6−7(5)             |
| Finalista | 17.  | 17 d'octubre de 2010   | Xangai (2)                                 | Dura         | Mariusz Fyrstenberg  | Jürgen Melzer Leander Paes             | 5−7, 6−4, [5−10]        |
| Finalista | 18.  | 31 d'octubre de 2010   | Viena, Àustria                             | Dura (i)     | Mariusz Fyrstenberg  | Daniel Nestor Nenad Zimonjić           | 5−7, 6−3, [5−10]        |
| Finalista | 19.  | 12 de setembre de 2011 | US Open, Estats Units                      | Dura         | Mariusz Fyrstenberg  | Jürgen Melzer Philipp Petzschner       | 2−6, 2−6                |
| Finalista | 20.  | 27 de novembre de 2011 | ATP World Tour Finals, Londres, Regne Unit | Dura (i)     | Mariusz Fyrstenberg  | Max Mirnyi Daniel Nestor               | 5−7, 3−6                |
| Finalista | 21.  | 3 de març de 2012      | Dubai, Emirats Àrabs Units                 | Dura         | Mariusz Fyrstenberg  | Mahesh Bhupathi Rohan Bopanna          | 4−6, 6−3, [5−10]        |
| Guanyador | 12.  | 30 d'abril de 2012     | Barcelona                                  | Terra batuda | Mariusz Fyrstenberg  | Marcel Granollers Marc López           | 2−6, 7−6(7), [10−8]     |
| Guanyador | 13.  | 13 de maig de 2012     | Madrid (2)                                 | Terra batuda | Mariusz Fyrstenberg  | Robert Lindstedt Horia Tecău           | 6−3, 6−4                |
| Finalista | 22.  | 31 de març de 2013     | Miami, Estats Units                        | Terra batuda | Mariusz Fyrstenberg  | Aisam-ul-Haq Qureshi Jean-Julien Rojer | 4−6, 1−6                |
| Guanyador | 14.  | 22 d'abril de 2013     | Hamburg, Alemanya                          | Terra batuda | Mariusz Fyrstenberg  | Alexander Peya Bruno Soares            | 3−6, 6−1, [10−8]        |
| Finalista | 23.  | 27 d'abril de 2014     | Bucarest (2)                               | Terra batuda | Mariusz Fyrstenberg  | Jean-Julien Rojer Horia Tecău          | 4−6, 4−6                |
| Guanyador | 15.  | 21 de setembre de 2014 | Metz                                       | Dura (i)     | Mariusz Fyrstenberg  | Marin Draganja Henri Kontinen          | 6−7(3), 6−3, [10−8]     |
| Guanyador | 16.  | 28 de setembre de 2014 | Kuala Lumpur (2)                           | Dura (i)     | Leander Paes         | Jamie Murray John Peers                | 3−6, 7−6(5), [10−5]     |
| Finalista | 24.  | 2 de novembre de 2014  | París, França                              | Dura (i)     | Jürgen Melzer        | Bob Bryan Mike Bryan                   | 6−7(5), 7−5, [6−10]     |
| Finalista | 25.  | 10 de maig de 2015     | Madrid (2)                                 | Terra batuda | Nenad Zimonjić       | Rohan Bopanna Florin Mergea            | 2−6, 7−6(5), [9−11]     |
| Finalista | 26.  | 21 de juny de 2015     | Londres, Regne Unit                        | Herba        | Nenad Zimonjić       | Pierre-Hugues Herbert Nicolas Mahut    | 2−6, 2−6                |
| Finalista | 27.  | 23 d'agost de 2015     | Cincinnati, Estats Units                   | Dura         | Nenad Zimonjić       | Daniel Nestor Édouard Roger-Vasselin   | 2−6, 2−6                |
| Finalista | 28.  | 1 de maig de 2016      | Estoril, Portugal                          | Terra batuda | Łukasz Kubot         | Eric Butorac Scott Lipsky              | 4−6, 6−3, [8−10]        |
| Guanyador | 17.  | 9 d'octubre de 2016    | Tòquio, Japó                               | Dura         | Marcel Granollers    | Raven Klaasen Rajeev Ram               | 6−2, 7−6(4)             |
| Guanyador | 18.  | 14 de gener de 2017    | Auckland, Nova Zelanda                     | Dura         | Aisam-ul-Haq Qureshi | Jonathan Erlich Scott Lipsky           | 1−6, 6−2, [10−3]        |
| Finalista | 29.  | 4 de març de 2017      | Dubai (2)                                  | Dura         | Rohan Bopanna        | Jean-Julien Rojer Horia Tecău          | 6−4, 3−6, [3−10]        |
| Finalista | 30.  | 17 de juny de 2018     | Stuttgart, Alemanya                        | Herba        | Robert Lindstedt     | Philipp Petzschner Tim Pütz            | 6−7(5), 3−6             |

### Dobles mixts: 2 (0−2)
| Resultat  | Núm. | Data               | Torneig               | Superfície   | Parella        | Oponents                         | Marcador             |
| --------- | ---- | ------------------ | --------------------- | ------------ | -------------- | -------------------------------- | -------------------- |
| Finalista | 1.   | 27 d'agost de 2012 | US Open, Estats Units | Dura         | Květa Peschke  | Iekaterina Makàrova Bruno Soares | 7−6(8), 1−6, [10−12] |
| Finalista | 2.   | 24 de maig de 2015 | Roland Garros, França | Terra batuda | Lucie Hradecká | Bethanie Mattek-Sands Mike Bryan | 6−7(3), 1−6          |

## Trajectòria

### Dobles masculins
| Torneig | 2003 | 2004  | 2005        | 2006        | 2007        | 2008  | 2009        | 2010        | 2011        | 2012  | 2013        | 2014        | 2015        | 2016  | 2017        | 2018        | 2019        | Títols    | V − D     |
| --- | ---- | ----- | ----------- | ----------- | ----------- | ----- | ----------- | ----------- | ----------- | ----- | ----------- | ----------- | ----------- | ----- | ----------- | ----------- | ----------- | --------- | --------- |
| Open d'Austràlia | A    | A     | 1R          | SF          | 1R          | 3R    | QF          | 2R          | QF          | QF    | 1R          | 3R          | 2R          | 2R    | 2R          | QF          | 1R          | 0 / 15    | 24 – 15   |
| Roland Garros | A    | 3R    | 3R          | 2R          | 1R          | 2R    | 2R          | QF          | 1R          | 3R    | QF          | 1R          | QF          | QF    | 2R          | 1R          | A           | 0 / 15    | 22 – 15   |
| Wimbledon | A    | 2R    | 2R          | 1R          | 1R          | 1R    | 1R          | 2R          | 1R          | 1R    | 3R          | 2R          | QF          | 2R    | QF          | 3R          | A           | 0 / 6     | 1 – 6     |
| US Open | A    | 2R    | 1R          | 3R          | 3R          | 1R    | 1R          | QF          | F           | 1R    | 1R          | 3R          | QF          | 2R    | 1R          | 1R          | A           | 0 / 15    | 19 – 15   |
| Jocs Olímpics | NC   | 1R    | No celebrat | No celebrat | No celebrat | QF    | No celebrat | No celebrat | No celebrat | 1R    | No celebrat | No celebrat | No celebrat | 2R    | No celebrat | No celebrat | No celebrat | 0 / 4     | 3 – 4     |
| ATP World Tour Finals | A    | A     | A           | RR          | A           | SF    | RR          | SF          | F           | A     | RR          | A           | RR          | A     | A           | A           | A           | 0 / 7     | 10 – 15   |
| Victòries − Derrotes | 5−1  | 24−19 | 19−19       | 43−32       | 36−28       | 38−27 | 35−29       | 38−28       | 24−29       | 28−21 | 33−27       | 34−24       | 41−28       | 32−26 | 21−23       | 17−21       | 1−2         | 472 – 387 | 472 – 387 |
| Rànquing a final d'any | 92   | 52    | 50          | 17          | 23          | 15    | 17          | 12          | 14          | 16    | 18          | 27          | 16          | 36    | 40          | 76          | 714         |           |           |
| Llegenda: G: Guanyador; F: Finalista; SF: Semifinalista; QF: Quarts de final; Q: Qualificació; A: Absent; RR: Round Robin; |      |       |             |             |             |       |             |             |             |       |             |             |             |       |             |             |             |           |           |

### Dobles mixts
| Open d'Austràlia | A  | A  | A           | A           | A           | 2R | SF          | 2R          | 1R          | 1R | 1R | A  | 0 / 6  | 5 – 6   |
| Roland Garros | A  | A  | A           | A           | 2R          | 2R | 1R          | 1R          | F           | 1R | QF | 1R | 0 / 8  | 8 – 8   |
| Wimbledon | QF | 2R | 3R          | 2R          | 1R          | A  | QF          | A           | QF          | QF | 2R | 2R | 0 / 10 | 18 – 10 |
| US Open | 1R | 2R | QF          | 1R          | QF          | F  | QF          | QF          | 1R          | 1R | QF | A  | 0 / 11 | 21 – 11 |
| Jocs Olímpics | NC | A  | No celebrat | No celebrat | No celebrat | 1R | No celebrat | No celebrat | No celebrat | A  | NC | NC | 0 / 1  | 0 – 1   |
| Llegenda: G: Guanyador; F: Finalista; SF: Semifinalista; QF: Quarts de final; Q: Qualificació; A: Absent; RR: Round Robin; |    |    |             |             |             |    |             |             |             |    |    |    |        |         |